# マーゴ・ヘミングウェイ
マーゴ・ルイーズ・ヘミングウェイ（Margaux Louise Hemingway、1954年2月16日 - 1996年7月1日）は、アメリカのモデル、女優。

## 来歴・人物
オレゴン州ポートランド生まれ。祖父は作家のアーネスト・ヘミングウェイ、父親のジャック・ヘミングウェイは第二次世界大戦の軍歴を経てフライ・フィッシングなど祖父同様ボヘミアン的な生活を送ったライター。女優のマリエル・ヘミングウェイは妹。名前の「マーゴ」は、祖父であるアーネストが好んでいたフランスボルドーワイン「シャトー・マルゴー」から付けられた（マルゴーの英語読み発音が「マーゴ」となる）。

180cmの体躯から、1970年代初めからモデルを始め、ロシア発パリのファッションブランド「ファベルジェ」(Fabergé) と大型専属契約で「Babe perfume」の香水モデルとなった。これは当時のファッションモデルとしては異例の百万ドル規模での初めての大型契約だった。さらに、コスモポリタン、エル、ハーパーズ・バザー、1975年にはヴォーグ、タイムと、名だたる雑誌のカバーを飾った。この初期のファッション広告業界での活躍の裏には、アーティストで有名人の霊媒師のザカリー・セリグ（Zachary Selig）の存在があるとされる。19-20歳頃に結婚した夫エロール・ウェットソン (Erroll Wetson) と、アッパー・マンハッタンの72番ストリート（en）12丁目にあるセリグが居住する同じ高級マンションに越した。彼女の"メンター (mentor)" のザカリー・セリグは、ビジネスや社交の場で彼女を女性雑誌の編集長ら友人に紹介したのが最初のステップであったとされている。

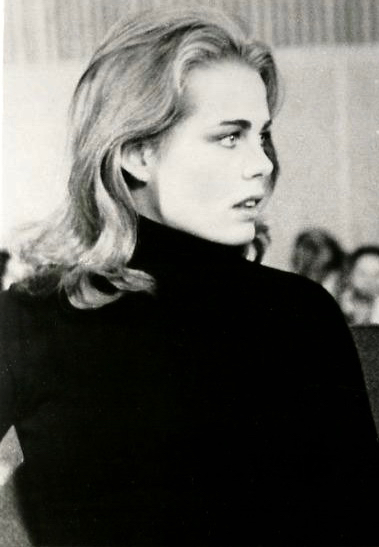
Hemingway in 1976

1976年には、映画「リップスティック」で妹マリエルと共演し、モデルのみならず女優としても成功するなど高い名声を得ていた。しかし私生活では、1979年にフランス人映画プロデューサーベルナール・フーシェ (Bernard Foucher) と再婚し1年間パリに居住していたが、1985年に別れた。2度目の離婚を経験し、また双極性障害を患っていたと思われ、アルコール依存症もあって、後年その名声に陰りが差した。
1996年7月1日、サンタモニカのマンションで抗不安薬のオーバードース（過剰摂取）により死亡しているのが発見された。自殺と見られている。この日は、35年前に祖父が同じように猟銃自殺を遂げた日でもあった。またヘミングウェイ一族は祖父も含め5人が自殺で亡くなっている。

## 出演作品
- リップスティック Lipstick （1976年）
- キラーフィッシュ 恐怖の人喰い魚群 Killer Fish（1978年）
- ニュー・アメリカン・ヒーロー/ 笑龍密使 They Call Me Bruce? （1982年）
- 黄昏のブルックリン・ブリッジ Over the Brooklyn Bridge （1984年）
- キリング・マシーン/怒りの暴走 Killing Machine （1986年）
- スキャンダラスな女/愛と欲望の私生活 Inner Sanctum （1991年）
- Frame-Up II: The Cover-Up （1992年）
- アナザー・ルームメイト Double Obsession （1992年）
- Deadly Rivals （1993年）
- Dangerous Cargo （1996年）

## その他
日本では1976年にテレビ放映されたアヲハタのマーマレードのCMに出演したことがある。ゴダイゴの「モーニング・アフター」をBGMに、ベッドシーツに包まりながらスプーンでジャムを口にするCMが話題になった。また、大塚製薬のポカリスエットのCMにも出演している。